# Amastus adela
Amastus adela är en fjärilsart som beskrevs av William Schaus 1901. Amastus adela ingår i släktet Amastus och familjen björnspinnare. Inga underarter finns listade i Catalogue of Life.